# José Luis Sánchez Capdevila
José Luis Capdevila (Saragossa, 12 de febrer de 1981) és un exfutbolista aragonès, que ocupà la posició de migcampista.
Després de militar a l'Alcorcón, Reial Madrid B i Hèrcules CF a Segona B, a la temporada 04/05 destaca amb el Pontevedra CF, a la categoria d'argent, marcant 9 gols en 39 partits. A l'any següent fitxa pel Reial Valladolid amb qui és titular, aconseguint l'ascens a primera divisió el 2007.
La temporada 07/08 debuta a la màxima categoria, però perd la condició de titular, apareixent en només 14 partits. L'estiu del 2008 marxa al Reial Múrcia CF, on recupera la posició a l'onze inicial.